# Stensätter, Eskilstuna kommun
Stensätter är en bebyggelse sydväst om Sundbyholm i Eskilstuna kommun. Bebyggelsen klassades 2020 som en småort, efter att innan dess klassats som en del av tätorten Sundbyholm.